# Kristy
Kristy – wieś (obec) na Słowacji położona w kraju koszyckim, w powiecie Sobrance. Pierwsze wzmianki o miejscowości pochodzą z 1333 roku.
Według danych z dnia 31 grudnia 2012 roku, wieś zamieszkiwało 312 osób, w tym 157 kobiet i 155 mężczyzn.
W 2001 roku rozkład populacji względem narodowości i przynależności etnicznej wyglądał następująco:
- Słowacy – 98,23%
- Czesi – 1,41%
- Ukraińcy – 0,35%

Ze względu na wyznawaną religię struktura mieszkańców kształtowała się w 2001 roku następująco:
- Katolicy rzymscy – 35,34%
- Grekokatolicy – 22,26%
- Ewangelicy – 0,71%[a]
- Prawosławni – 1,41%
- Ateiści – 0,71%
- Nie podano – 4,59%